# アンゴル線
アンゴル線（あんごるせん）は、朝鮮民主主義人民共和国慈江道満浦市にある文岳駅からアンゴル駅までを結ぶ鉄道路線である。

## 路線データ
- 路線距離：文岳 - アンゴル間2.9km
- 駅数：2（両端駅を含む）
- 軌間：1435mm
- 電化区間：なし
- 複線区間：なし

## 駅一覧
- 駅所在地は全線慈江道満浦市内。

| 駅名       | 駅名   | 駅名   | 駅間キロ (km) | 累計キロ (km) | 接続路線                                   |
| 日本語     | 朝鮮語 | 英語   | 駅間キロ (km) | 累計キロ (km) | 接続路線                                   |
| ---------- | ------ | ------ | ------------- | ------------- | ------------------------------------------ |
| 文岳駅     | 문악역 | Munak  | 0.0           | 0.0           | 北朝鮮鉄道省：北部内陸線（恵山満浦青年線） |
| アンゴル駅 | 안골역 | An'gol | 2.9           | 2.9           |                                            |

## 参考資料
- 国分隼人（2007年）. 『将軍様の鉄道 北朝鮮鉄道事情』, 新潮社. ISBN 9784103037316